# کورادو گیپا
کورادو گیپا (ایتالیایی: Corrado Gaipa؛ ‏ ۱۳ مارس ۱۹۲۴ – ۲۱ سپتامبر ۱۹۸۹) بازیگر اهل ایتالیا بود.
از فیلم‌هایی که وی در آن نقش داشته است، می‌توان به در آخرین لحظه، زندان زنان، تن‌کامه، پدرخوانده، حسادت به سبک ایتالیایی، جوردانو برونو، مردی با نگاه بسیار سرد و آنا، آن لذت خاص اشاره کرد.